# Cathédrale Saint-Louis de Carthage
Pour les articles homonymes, voir Saint-Louis et Cathédrale Saint-Louis.
La cathédrale Saint-Louis de Carthage (arabe : كاتدرائية القديس لويس) est une ancienne cathédrale catholique située à Carthage (Tunisie). Désaffectée pour le culte, elle est connue dès 1993 sous le nom d'Acropolium comme un lieu culturel accueillant rencontres, expositions ou concerts.
Couvrant une surface de 1 800 m2, elle se trouve au sommet de la colline de Byrsa et à proximité immédiate des ruines de l'antique cité punique puis romaine.

## Histoire
« Louange à Dieu l'Unique, auquel retournent toutes choses !

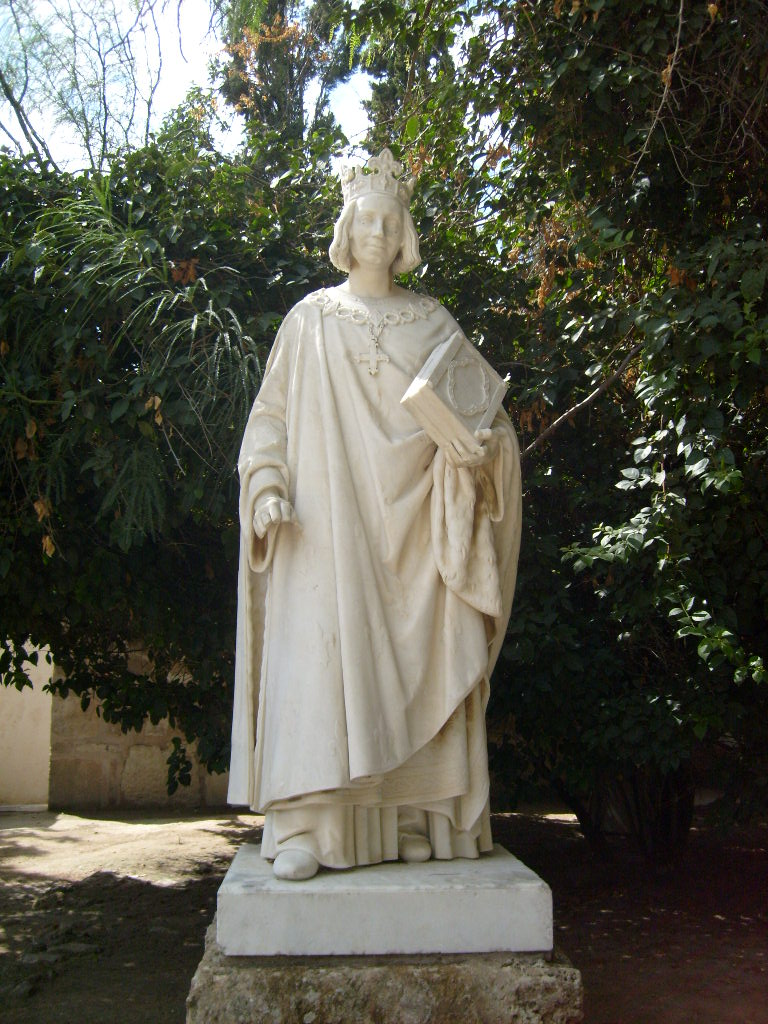
Statue du roi Louis IX dans les jardins du musée voisin.

Nous cédons à perpétuité à Sa Majesté le Roi de France un emplacement dans le Maalka [royaume], suffisant pour élever un monument religieux en l'honneur du roi Louis IX, à l'endroit où ce Prince est mort. Nous nous engageons à respecter et à faire respecter ce monument consacré par le roi de France à la mémoire d'un de ses plus illustres aïeux. Salut de la part du serviteur de Dieu, Husem-Pacha-Bey. Que le Très-Haut lui soit favorable ! Amen ».
 Le 17 de Safar de l'année 1246. Fait au Bardo le 8 août 1830. Au consul général Mathieu de Lesseps,. »

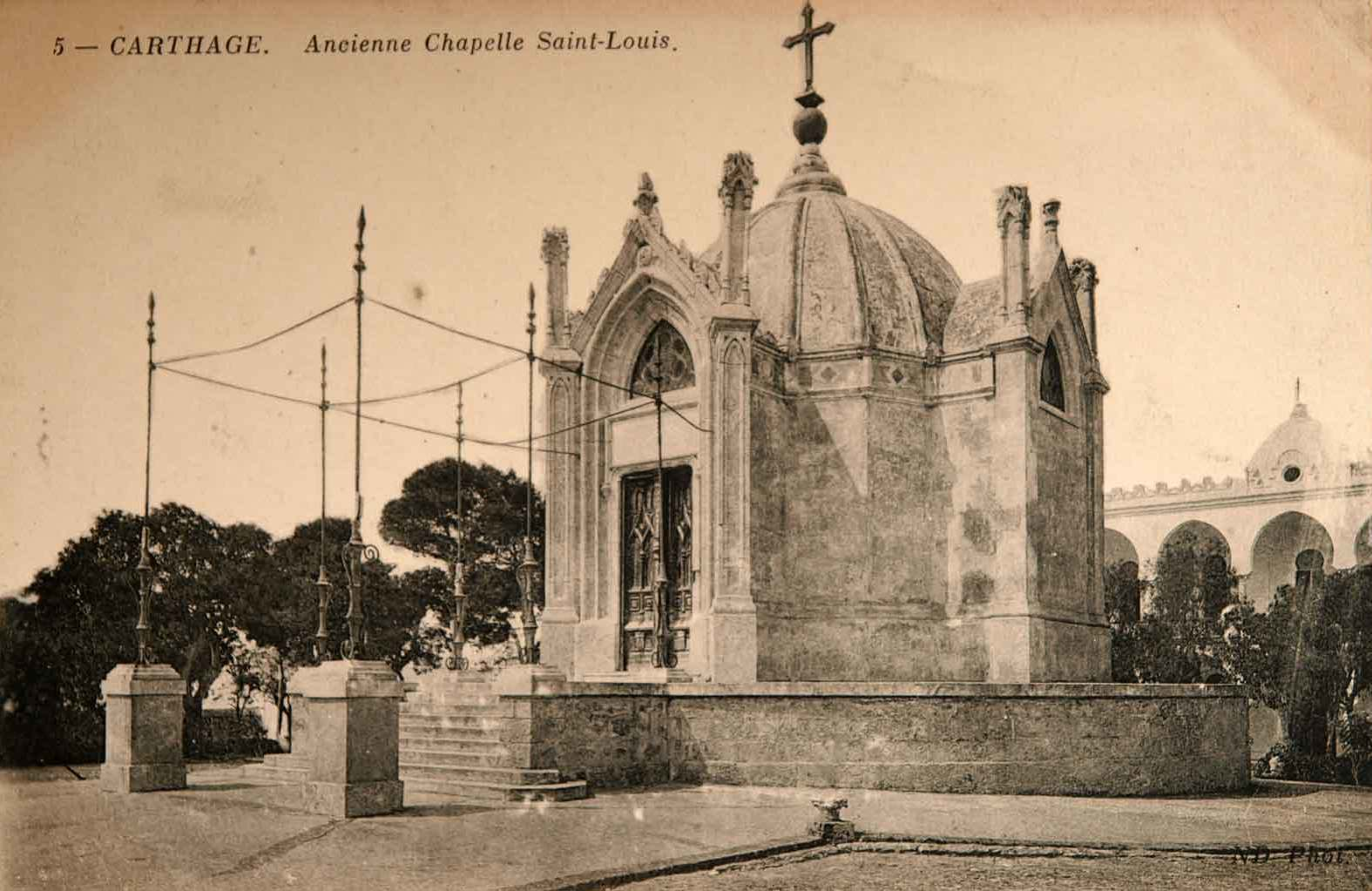
Ancienne chapelle Saint-Louis.

C'est par ces mots qu'Hussein II Bey donne au consul général de France l'autorisation d'édifier une chapelle sur le site de l'antique Carthage, de déterminer son emplacement et de prendre tout le terrain nécessaire. Le consul charge son fils Jules de cette mission. Celui-ci, après avoir examiné attentivement les lieux, conclut que la chapelle doit être construite sur la colline de Byrsa, au centre de l'acropole punique, à l'emplacement du temple d'Esculape. Louis-Philippe Ier approuve ce projet.
Concernant la chapelle, le parti pris par l'architecte est celui d'un bâtiment aux proportions modestes doté d'une architecture où se mêlent les styles gothique et byzantin.
Il réussit, en tout cas, à lui donner l'aspect d'un riche marabout tout en rappelant la Chapelle royale de Dreux. Une croix, la seule debout à cette date en Tunisie, surmontait l'édifice.
Des descendants des familles de croisés, compagnons du souverain, participent à son financement. Édifiée non loin de la chapelle Saint-Louis, la cathédrale, dont les travaux de construction commencent en 1884, est consacrée le 15 mai 1890, sous le protectorat français,.
La cathédrale devient primatiale d'Afrique lorsque le titre de primat d'Afrique est restauré au profit du cardinal Lavigerie, titulaire des archidiocèses d'Alger et de Carthage unis en sa personne. Le bâtiment est consacré en grande pompe en présence de nombreux dignitaires ecclésiastiques. À sa mort, le cardinal Lavigerie y est inhumé et un monument funéraire élevé en sa mémoire. Son corps repose aujourd'hui dans la crypte de la maison généralice à Rome. Désaffectée et cédée à l'État tunisien en août 1964, plusieurs années après l'indépendance de la Tunisie (1956), la cathédrale est reconvertie en 1993 en un lieu de culture. Un litige entre le promoteur culturel et l'Agence de mise en valeur du patrimoine et de promotion culturelle au sujet de la concession donne gain de cause au ministère de tutelle en 2019, ce qui conduit à la fermeture de l'espace en 2021. La cathédrale rouvre aux visites le 8 mars 2024 à titre provisoire et partiel en attente du chantier du musée voisin.

## Architecture

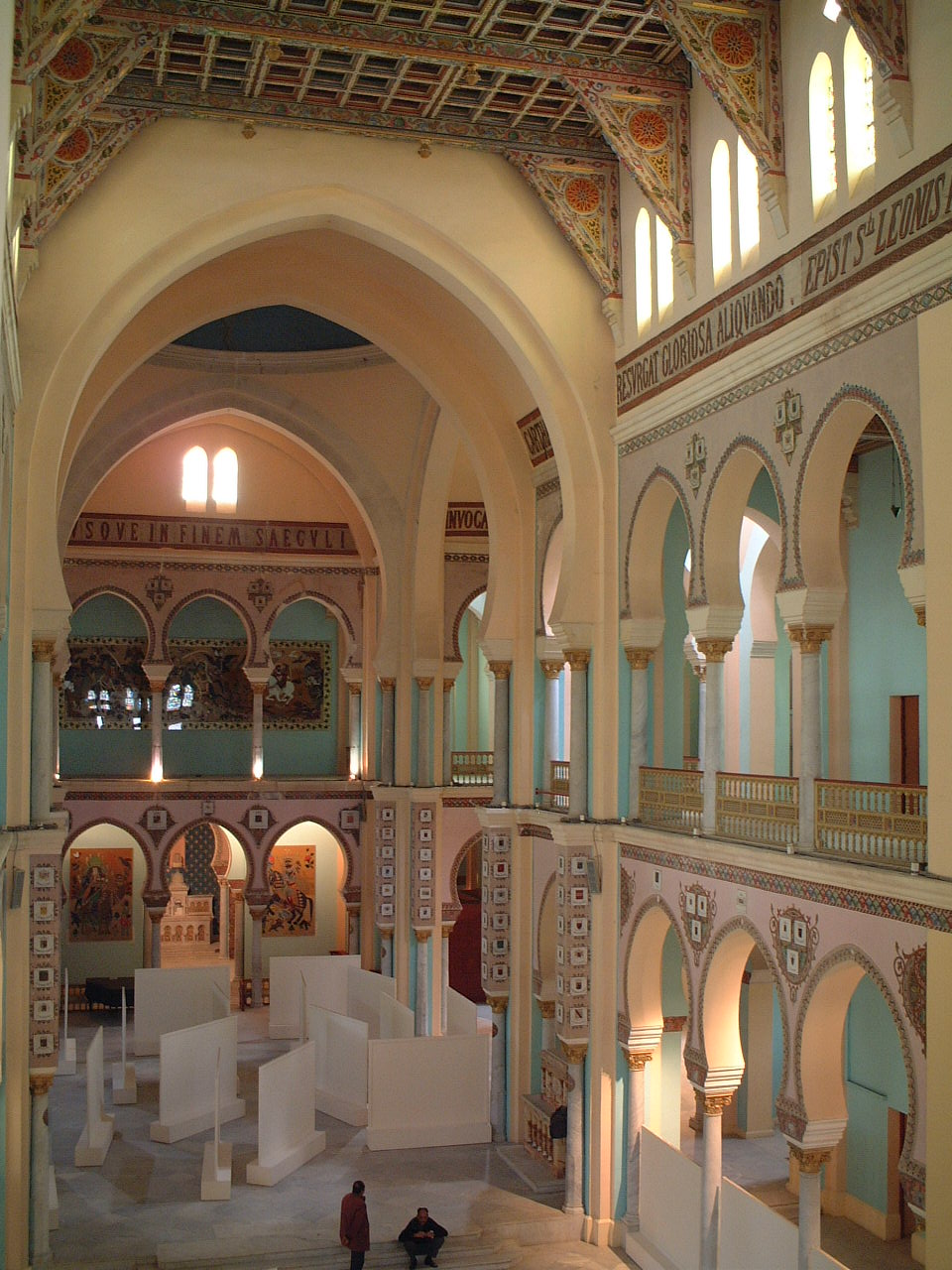
Nef de la cathédrale.

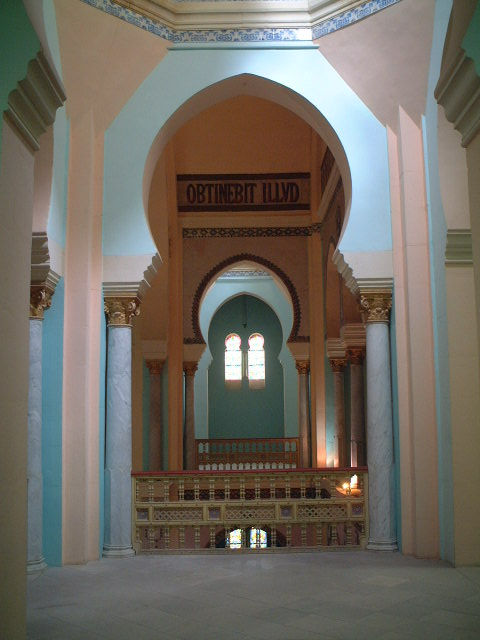
Déambulatoire situé à l'étage.

L'architecture de la fin du XIXe siècle aime les styles composites comme dans le cas de la basilique du Sacré-Cœur de Paris construite à la même époque en style dit romano-byzantin. L'édifice, selon les plans de l'abbé Joseph Pougnet (1829-1892), est de style byzantino-mauresque en forme de croix latine (65 mètres sur 30).
La façade expose une rosace sculptée dans une pierre de taille ocre rapportée de Malte, qui compose l'ensemble du bâtiment, et se trouve encadrée à chaque angle de deux tours carrées. À l'intérieur, le chœur s'élève en double arcade en plein cintre coiffée d'un dôme bleu azur. La cathédrale comprend trois nefs et un déambulatoire à l'étage.
La croisée du transept est surmontée d'une grande coupole flanquée de huit clochetons et l'abside d'une coupole plus petite. La cathédrale comporte également deux bas-côtés séparés par des arcs outrepassés.
Aux murs figurent les blasons des donateurs pour la construction de la basilique. Les 174 colonnes de marbre surmontées de chapiteaux dorés soutiennent les balustrades et les plafonds fait de caissons en bois importé de Hongrie, de Hollande et de Russie et décorés au moyen d'arabesques sculptées, peintes et dorées par des artisans d'Alep et de Venise.
284 vitraux réalisés par Édouard Didron, sont aussi décorés d'arabesques et laissent passer une lumière dans les tons bleus, jaunes ou verts. Ceux de la nef centrale représentent saint Louis et saint Augustin, les deux Saint patrons de la cathédrale. La cathédrale est dotée d'un bourdon de six tonnes et d'un carillon de quatre cloches. Elles sont bénites par le cardinal Lavigerie qui a voulu être le parrain du bourdon Cyprien-Charles. Les autres cloches, par ordre de grandeur, s'appellent Augustin-Fulgence, Perpétue-Félicité, Louis-Eugène et Déogratias.

## Galerie

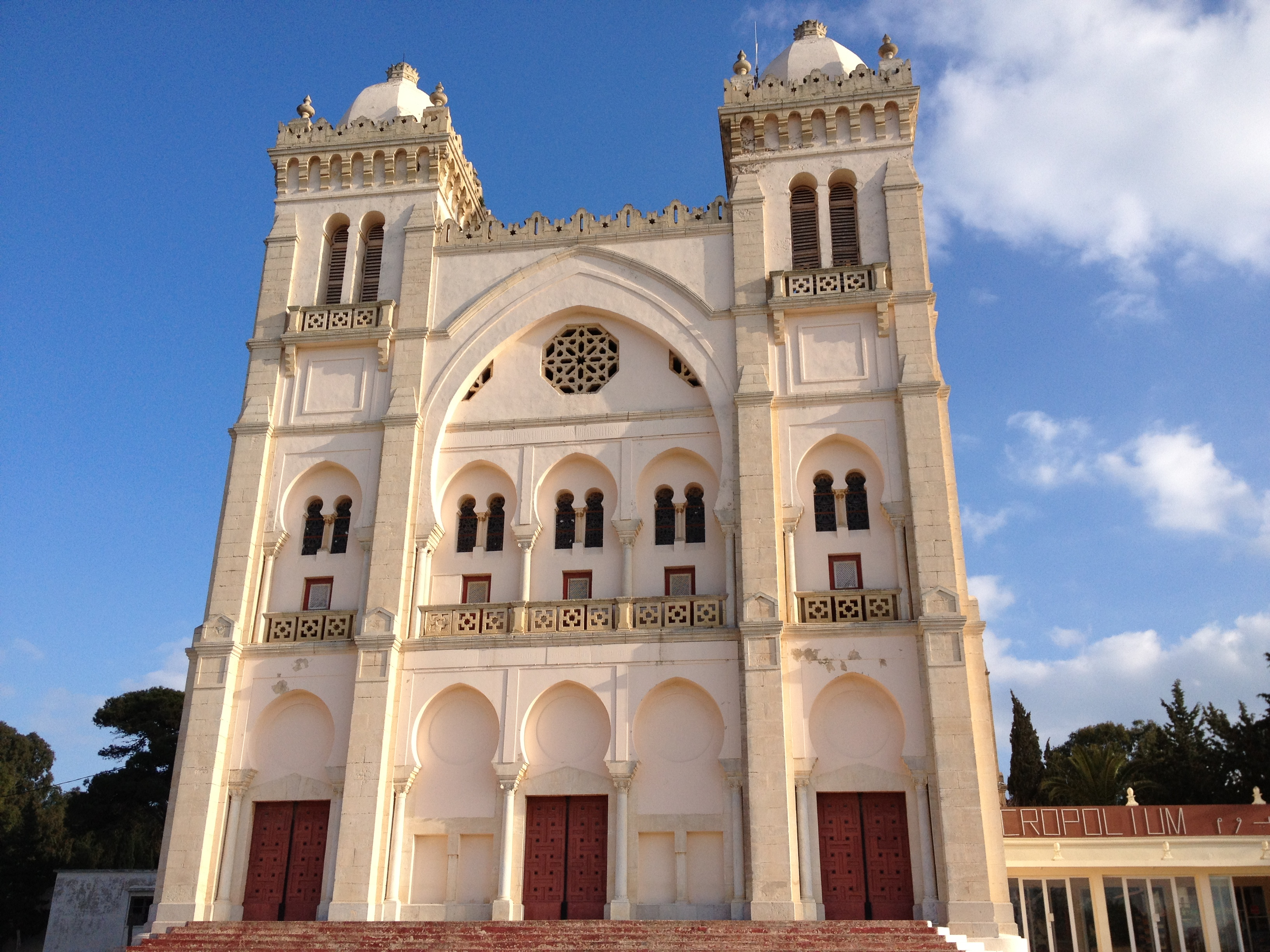
Façade principale de la cathédrale.
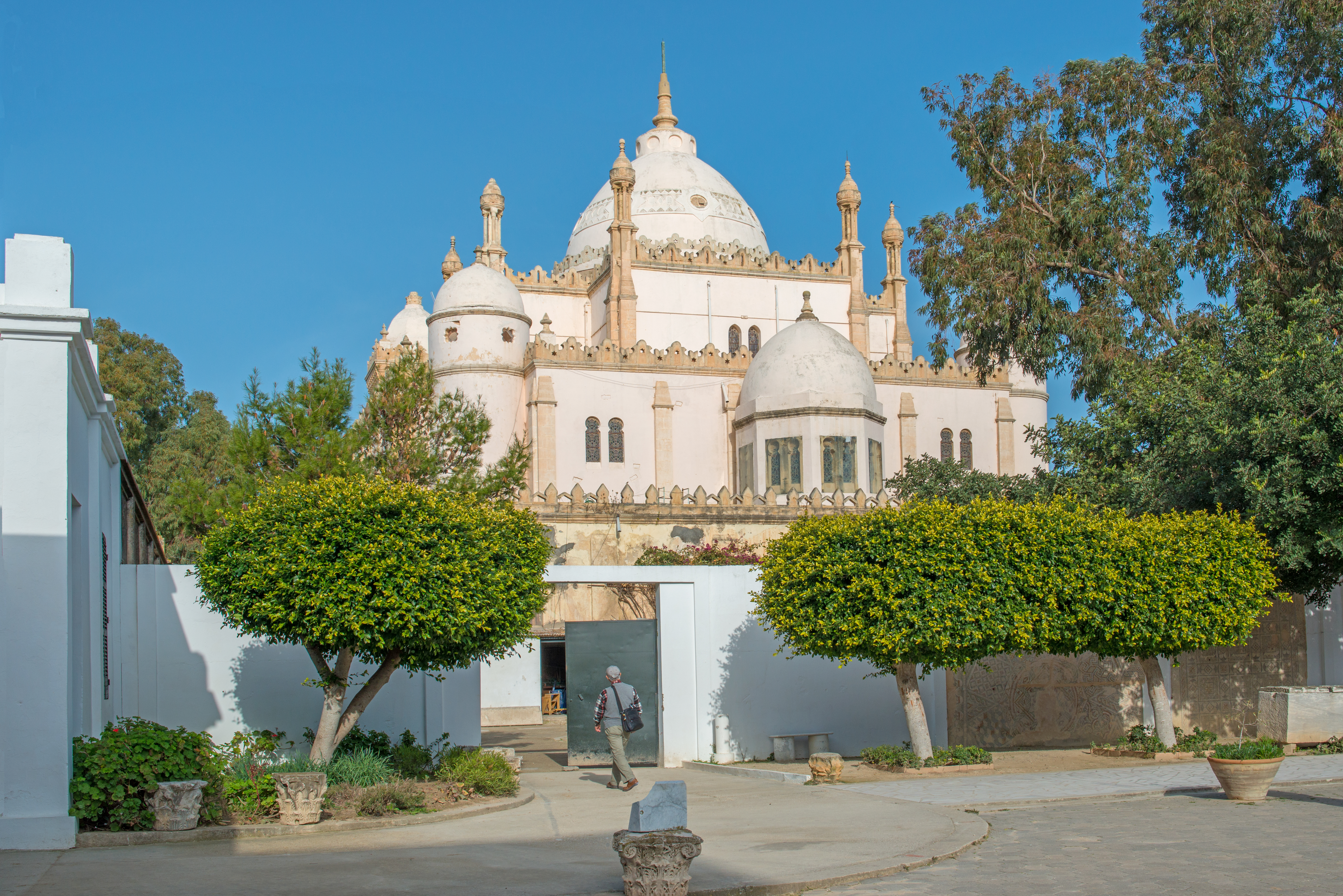
Façade arrière et dômes de la cathédrale.
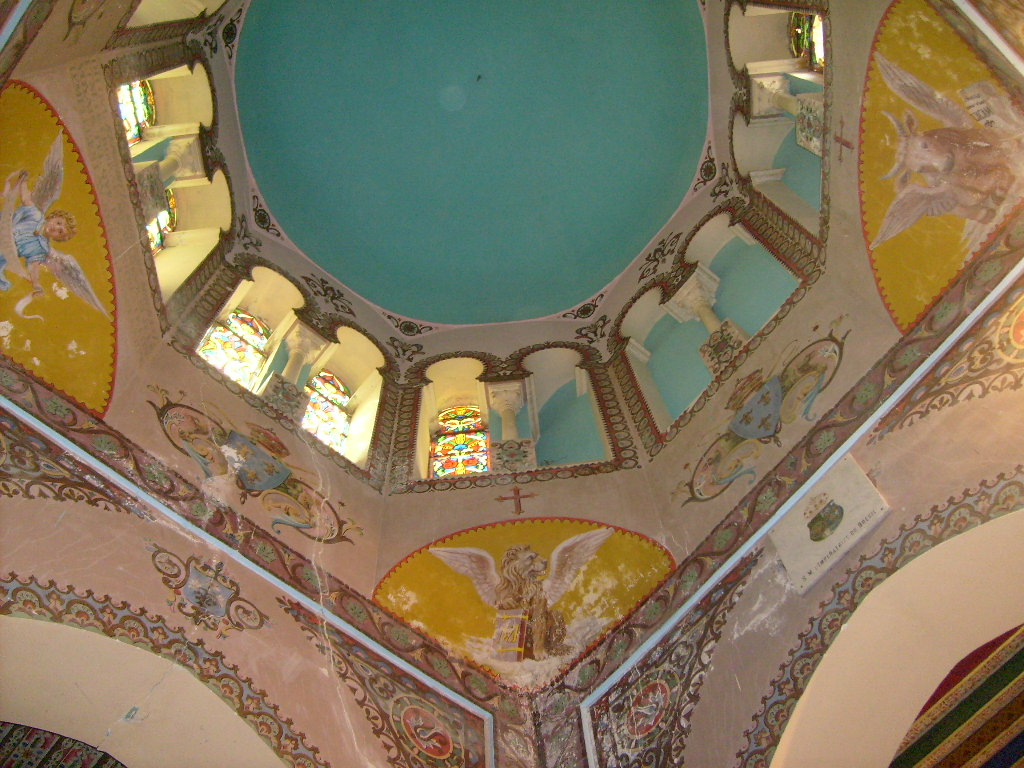
Vue intérieure du dôme coiffant le chœur.
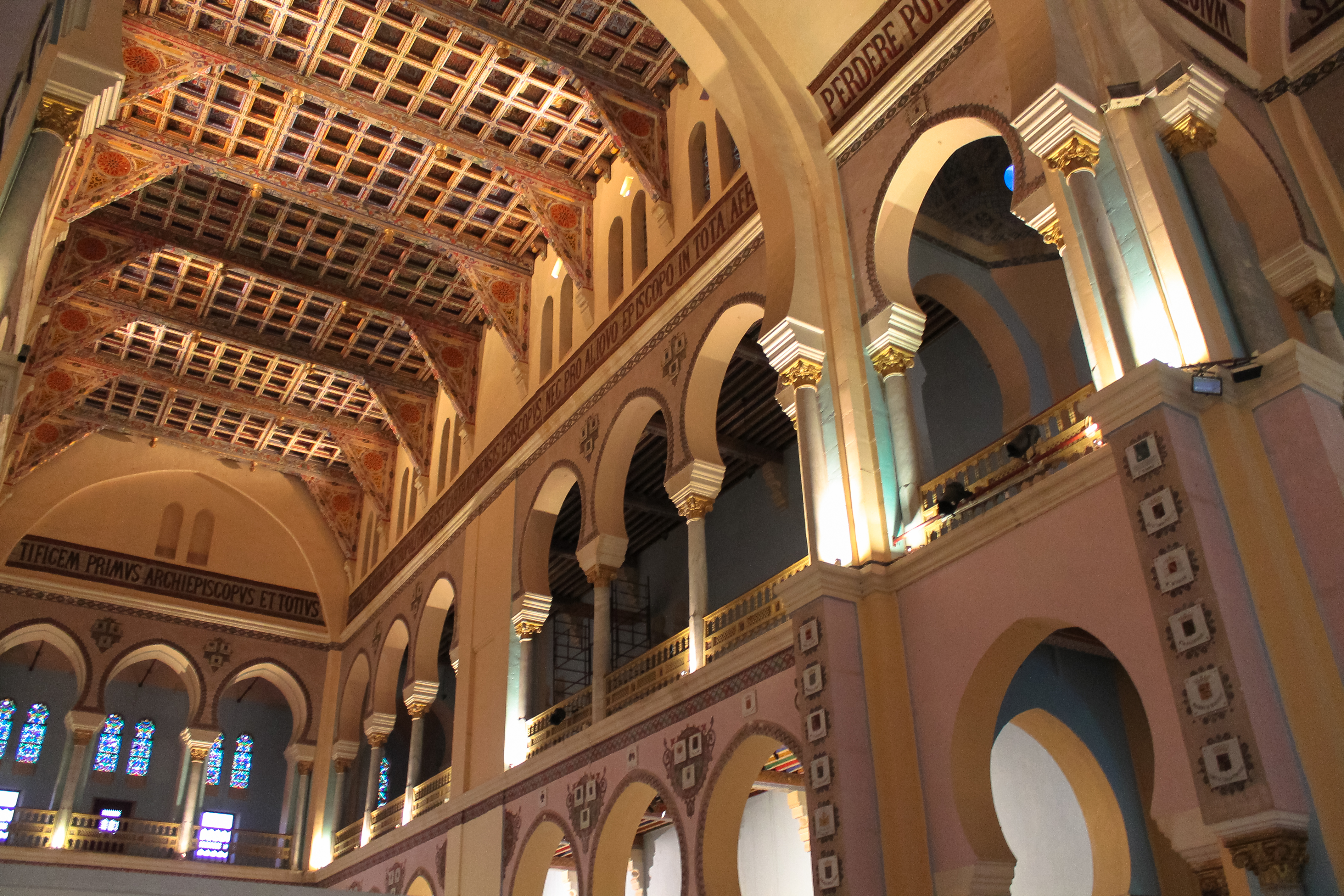
Tribune et plafond peint de la nef.
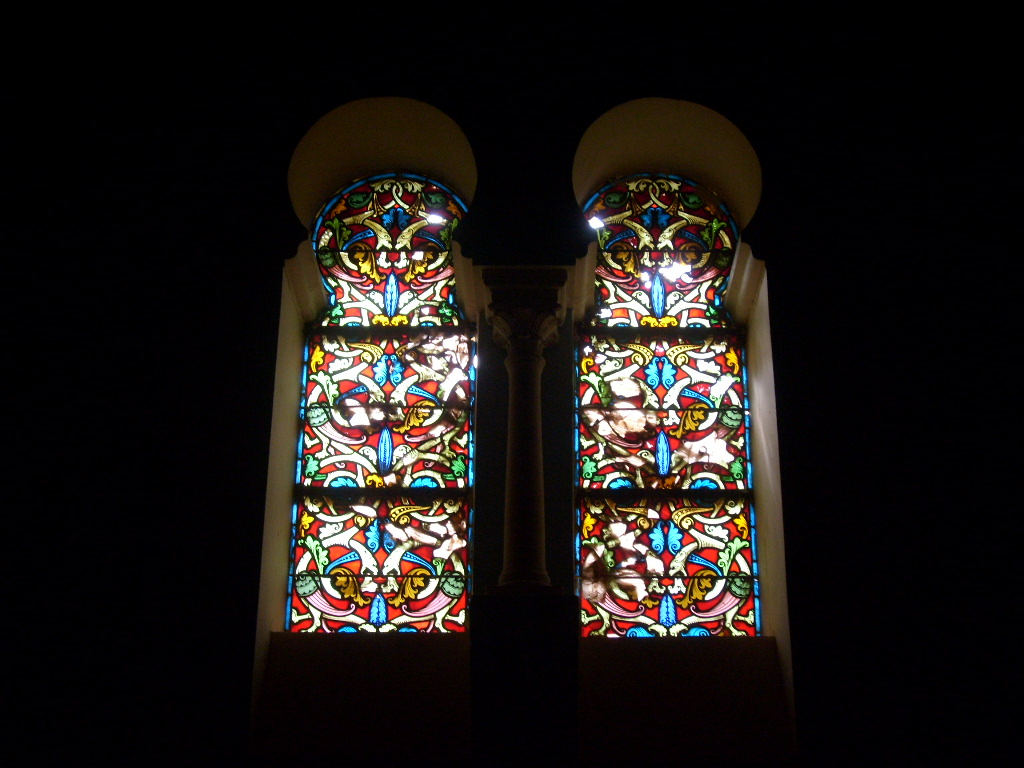
Exemple de vitraux.